# Neheng Khatala
Neheng Khatala (* 2. Juli 1992) ist eine lesothische Leichtathletin. Sie ist spezialisiert auf den  Langstrecken- und Marathonlauf.
Sie trat bei den Olympischen Sommerspielen 2020 in Tokio an. Im Marathon lief sie auf Platz 20.
2018 sowie 2022 nahm sie an den Commonwealth Games teil.